# Stauropathes arctica
Stauropathes arctica is een doornkoraal uit de familie van de Schizopathidae. De wetenschappelijke naam van de soort werd in 1872 gepubliceerd door Christian Frederik Lütken.